# 弗里 (滨海塞纳省)
弗里（法語：Fry，法語發音：[fʁi]）是法国滨海塞纳省的一个市镇，属于迪耶普区。

## 地理
弗里（49°31'47"N, 1°31'36"E）面积8.03 平方千米，位于法国诺曼底大区滨海塞纳省，该省份为法国北部沿海省份，其西部及北部濒大西洋英吉利海峡，东起顺时针与索姆省、瓦兹省、厄尔省和卡爾瓦多斯省接壤。
与弗里接壤的市镇（或旧市镇、城区）包括：阿尔格伊、梅桑格维尔、拉弗伊。

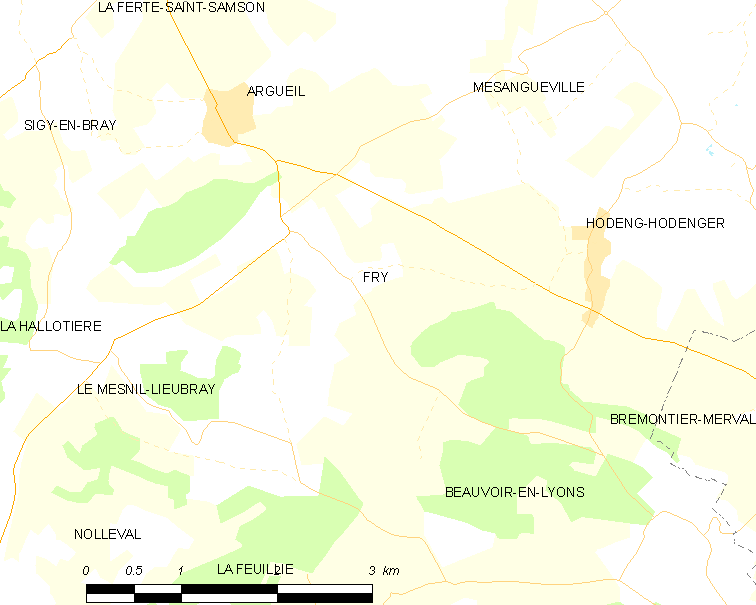
的OSM定位图

弗里的时区为UTC+01:00、UTC+02:00（夏令时）。

## 行政
弗里的邮政编码为76780，INSEE市镇编码为76292。

## 政治
弗里所属的省级选区为布赖地区古尔奈县。

## 人口

1962-2008年间人口变化图示

弗里于2022年1月1日时的人口数量为140人。